# ودای
ودای (به انگلیسی: Ouaddaï Region) یکی از منطقه‌های کشور چاد است. این منطقه در سال ۲۰۰۹ میلادی ۷۲۱٬۱۶۶ نفر جمعیت داشته‌است.